# 羽根〜lay down my arms〜
「羽根〜lay down my arms〜」（はね レイ ダウン マイ アームズ）は、日本の歌手Coccoの10枚目のシングルである。2001年2月21日発売。発売元はビクターエンタテインメント。

## 概要
- 前作から7ヶ月ぶりとなるシングル。

## 収録曲
（全作詞・作曲：こっこ／編曲：根岸孝旨）
1. 羽根〜lay down my arms〜（5:10）
  - 東宝配給映画「回路」主題歌
2. Drive you crazy（3:26）
3. 箱舟（4:25）

## 収録アルバム
羽根〜lay down my arms〜
- オリジナル『サングローズ』（2001年4月18日)
- ベスト『ベスト+裏ベスト+未発表曲集』（2001年9月5日)
- オムニバス『FILM BEAT #1』（2004年9月22日)
- ベスト『ザ・ベスト盤』　(2011年8月15日)

Drive you crazy
- ベスト『ベスト+裏ベスト+未発表曲集』（2001年9月5日)

## 参加ミュージシャン
羽根〜lay down my arms〜
- Drums : 向山テツ
- Electric Bass, Electric Guitar, Chorus : 根岸孝旨
- Electric Guitar : 堀越信泰
- Keyboard : 柴田俊文
- Programming : 梅崎俊春
- Tambourine : テーラー

Drive you crazy
- Drums : 向山テツ
- Electric Bass : 根岸孝旨
- Electric Guitar : 長田進
- Keyboard : 柴田俊文
- Programming : 梅崎俊春

箱舟
- Drums : 向山テツ
- Electric Bass : 根岸孝旨
- Electric Guitar : 長田進
- Keyboard : 柴田俊文
- Programming : 梅崎俊春